# All Hooked Up
All Hooked Up è il terzo singolo estratto dall'album Saints & Sinners delle All Saints. Ha raggiunto la settima posizione della classifica britannica e ha venduto 54 699 copie in Regno Unito.

## Tracce
Testi e musiche
|Shaznay Lewis e Karl Gordon
CD 1
1. All Hooked Up (Single version) – 3:47
2. All Hooked Up (Architechs Vocal Mix) – 4:06
3. All Hooked Up (K-Gee Remix Edit) – 3:26

CD 2
1. All Hooked Up (Single version) – 3:47
2. Black Coffee (Version 2) – 5:01
3. Never Ever – 6:24
4. All Hooked Up (Video) – 3:47

CD maxi-single
1. All Hooked Up (Single Version) – 3:49
2. All Hooked Up (Architechs Vocal Mix) – 4:09
3. All Hooked Up (K-Gee Remix Edit) – 3:26
4. All Hooked Up (Video) – 3:49

Cassette single
1. All Hooked Up (Single Version) – 3:49
2. All Hooked Up (Architechs Vocal Mix) – 4:09

## Classifiche
| Paese         | Data             | Posizione | Copie  |
| ------------- | ---------------- | --------- | ------ |
| Regno Unito   | Gennaio 2001     | numero 7  | 54,699 |
| Irlanda       | 18 gennaio 2001  | numero 18 |        |
| Nuova Zelanda | 25 febbraio 2001 | numero 50 |        |
| Svizzera      | 4 marzo 2001     | numero 96 |        |

## Formazione
- Shaznay Lewis – voce
- Melanie Blatt – voce
- Nicole Appleton – voce
- Natalie Appleton – voce
- Andrew Smith – chitarra